# U.S. Interior Highlands
Die U.S. Interior Highlands sind eine bergige Region in den Bundesstaaten Arkansas, Missouri und Oklahoma in den Vereinigten Staaten. Sie sind die einzige nennenswerte Gebirgsregion in den Vereinigten Staaten zwischen den Rocky Mountains im Westen und den Appalachen im Osten.

## Geographie
Die Interior Highlands lassen sich in drei größere topografische Einheiten unterteilen: Die Ouachita Mountains im südöstlichen Oklahoma und westlichen Zentral-Arkansas, das Ozark-Plateau im südlichen Missouri und nördlichen Arkansas (der äußerste Rand reicht bis in das südöstlichste Kansas) und das von beiden eingeschlossene Arkansas Valley.

### Ozark-Plateau
Im Gegensatz zu den Ouachita Mountains handelt es sich bei dem Ozark-Plateau um das Ergebnis einer ausgedehnten Hebung, sodass die Gesteinsschichten relativ horizontal liegen. Der Kern der Ozarks sind die Saint Francois Mountains mit einer Höhe von fast 610 Metern. Im Süden des Ozark-Plateaus erheben sich die Boston Mountains mit einer Höhe von bis zu 760 m, was die höchste Erhebung der Hochebene ausmacht.

### Arkansas Valley
Das Arkansas Valley ist eingeschlossen zwischen dem Ozark-Plateau im Norden und den Ouachita Mountains im Süden. Es entstand im Zuge der Entstehung der Ouachita Mountains durch eine Senkung des Gesteins, es handelt sich also nicht um ein durch Erosion entstandenes Tal, sondern um eine strukturelle Mulde. Es ist bis zu 65 km breit und geht an seinen Rändern zum Ozark-Plateau in zerschnittene Hochebenen über, die denen des Ozark-Plateaus ähneln, aber tiefer gelegen sind. Im Süden geht es in durch Faltung entstandenen Bergrücken in die Ouachita Mountains über.
Geographische Merkmale des Arkansas Valleys sind alleinstehende Mesas mit flachen Kuppen wie der Mount Magazine, die höchste Erhebung der Interior Highlands mit 839 m. Der Gipfel liegt etwa 670 Meter über dem Tiefland des Arkansas Valleys. Die steilen Hänge der Tafelberge sind durch Erosion durch den Arkansas River entstanden.

### Ouachita Mountains
Die Ouachita Mountains sind während des Karbons vor etwa 300 Millionen Jahren entstanden. Durch die Kollision Gondwanas mit dem heutigen Nordamerika entstanden zunächst die Appalachen. Später löste dieses Ereignis im Pennsylvanium die Faltungen und Verwerfungen aus, die zur Bildung der Ouachita Mountains führten. Diese in Nord-Süd-Richtung ablaufende Kollision erzeugte das sich in Ost-West-Richtung ausdehnende Gebirge. Diese Ost-West-Ausdehnung der Ouachita Mountains ist in Nordamerika recht ungewöhnlich, da die meisten Gebirge wie die Rocky Mountains oder die Appalachen in Nord-Süd-Richtung verlaufen.
Die abgerundeten Gipfel sprechen für das Alter des Gebirges. Der Mangel an verwitterungsbeständigen Gestein und 300 Millionen Jahre Verwitterung und Erosion haben dazu geführt, dass die einst höheren Gipfel der Ouachita Mountains ähnlich der der Appalachen heute abgestumpft sind.

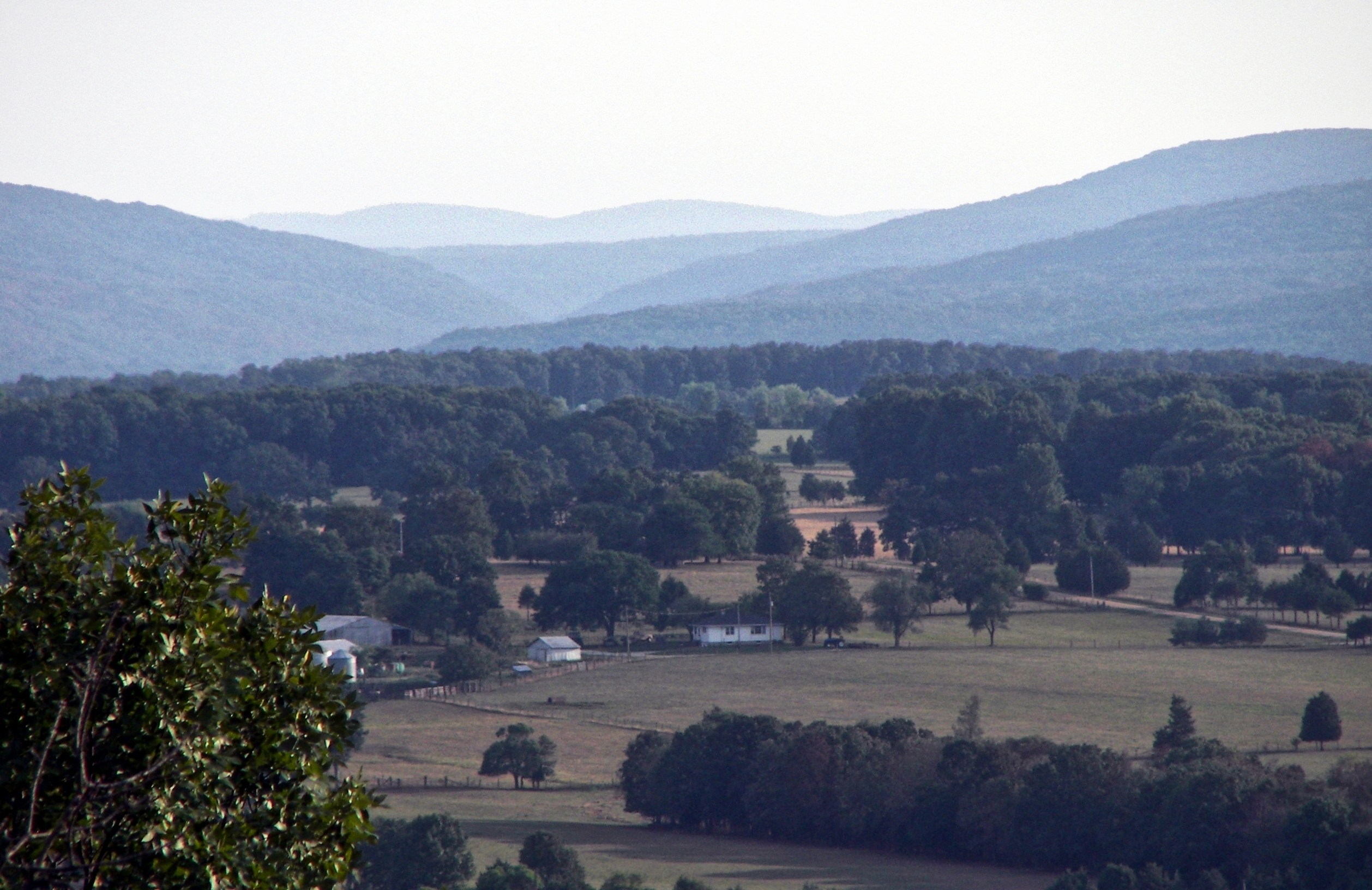
Saint Francois Mountains
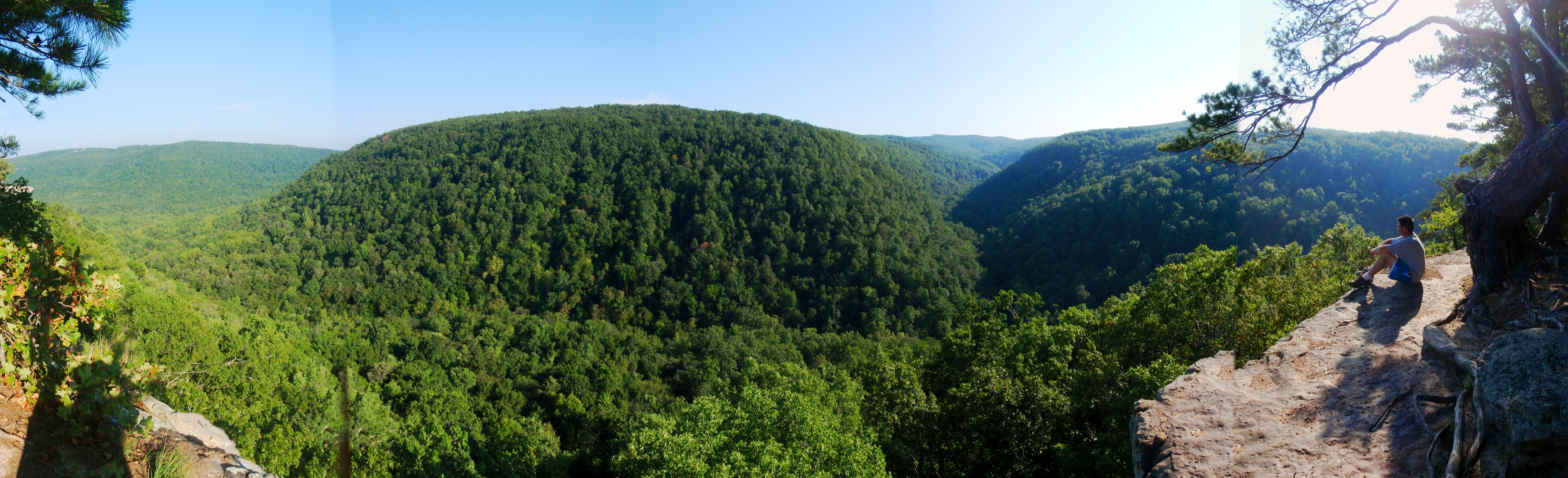
Boston Mountains
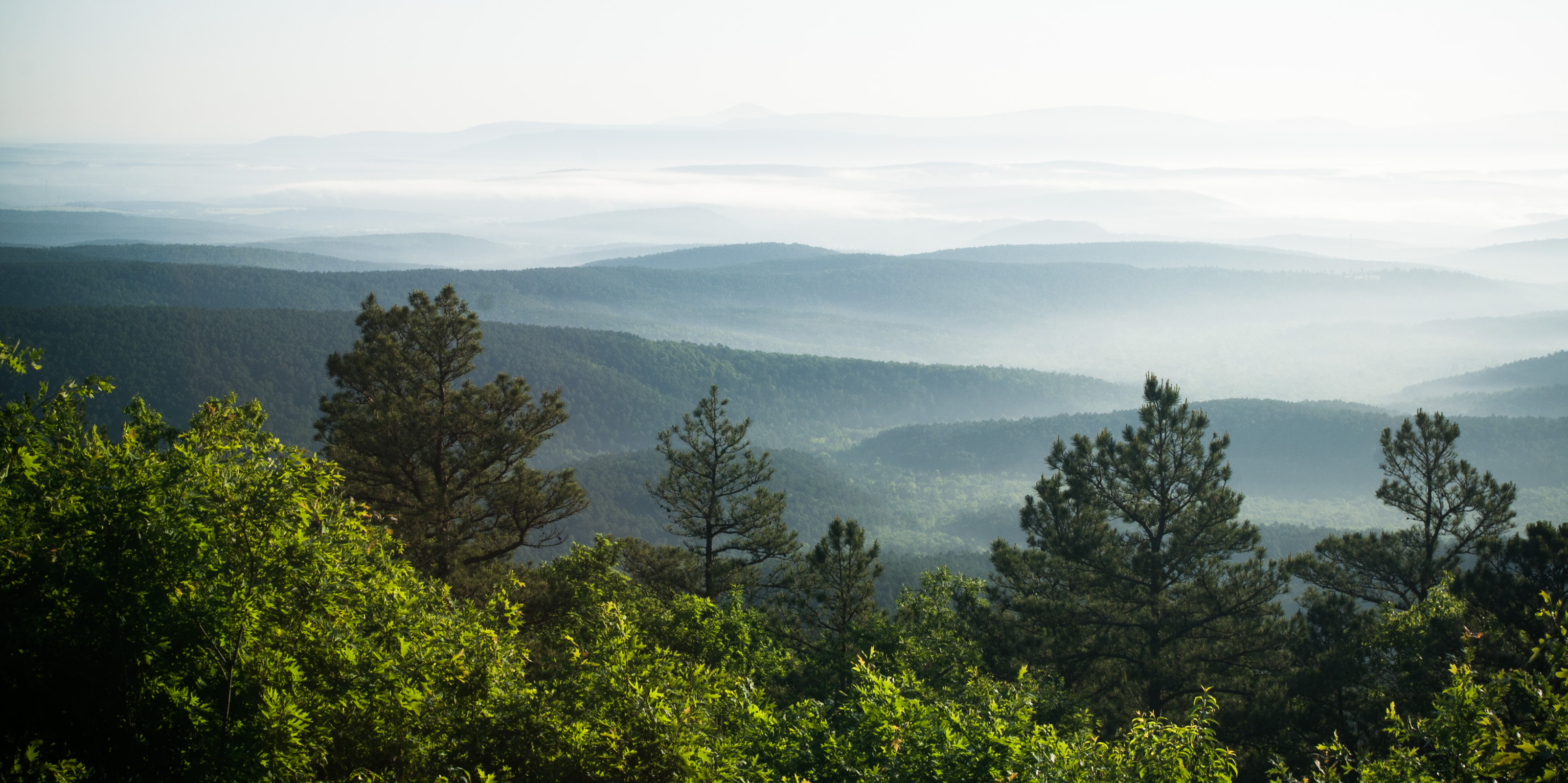
Ouachita Mountains
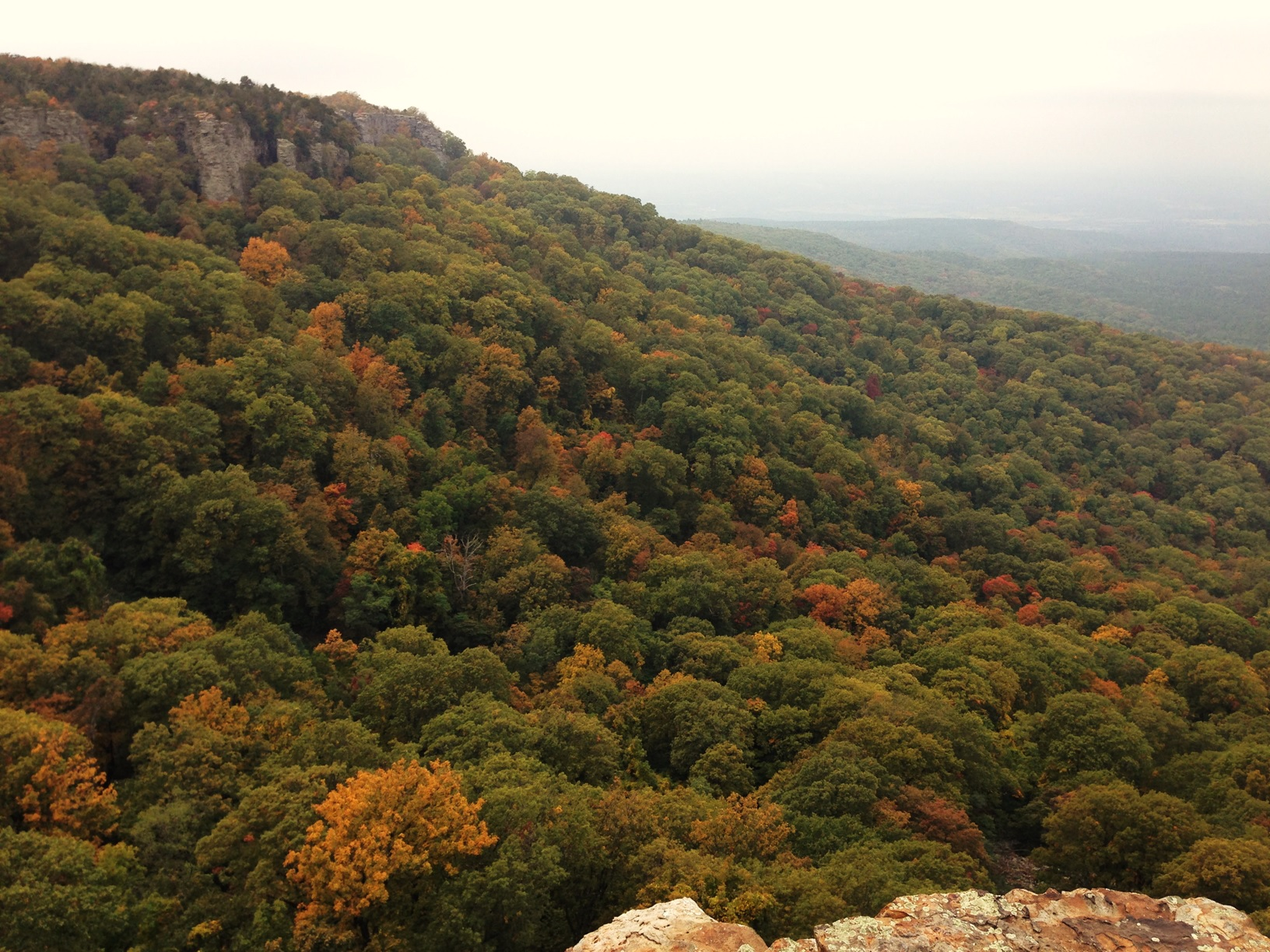
Mount Magazine